# Битка при Пидна (148 пр.н.е.)
Вижте пояснителната страница за други значения на Битка при Пидна.
Битката при Пидна се състои през 148 г. пр. Хр. до древния град Пидна през Четвъртата македонска война (150 – 148 г. пр. Хр.) между Римската република и Древна Македония.
Командирът на римската войска Квинт Цецилий Метел Македоник побеждава въстаниците на Андриск. След две години Македония става римска провинция.